# Inre Lapptjärnen
Inre Lapptjärnen är en sjö i Piteå kommun i Norrbotten och ingår i Åbyälvens huvudavrinningsområde.